# Aleksandar Bresztyenszky
Aleksandar Bresztyenszky (ur. 6 września 1843 w Prečcu, zm. 9 maja 1904 w Pleso) – chorwacki polityk i profesor, rektor Uniwersytetu w Zagrzebiu.

## Życiorys
Bresztyenszky urodził się we wsi Prečec, koło miasta Dugo Selo. Jego ojciec był szlachcicem niższej rangi, pochodzącym ze Słowacji. Naukę w szkole średniej rozpoczął w Zagrzebiu, a po maturze, przez rok studiował prawo w tym samym mieście. Następnie kontynuował naukę w Budapeszcie, gdzie otrzymał doktorat w 1868 roku.

### Kariera naukowa
Po powrocie do Chorwacji został zatrudniony przez ówczesnego bana, barona Levina Raucha, jako nauczyciel jego synów. W tym samym czasie był zatrudniony na Wydziale Prawa w Zagrzebiu, w czym pomogła znajomość z Rauchem.
Już w 1869 roku został adiunktem, a tytuł profesora uzyskał w 1873 roku. Był szefem Katedry Węgiersko-Chorwackiego Prawa Cywilnego na Akademii Prawa w Zagrzebiu. Wkrótce po roku 1874, czyli po ufundowaniu Królewskiego Uniwersytetu Franciszka Józefa I, zaczął wykładać na Wydziale Prawa. W trakcie ceremonii inauguracyjnej rektora Stjepana Speveca, wygłosił przemówienie rozpoczynające ceremonię.
Pełnił funkcję rektora w roku akademickim 1880/1881. Ceremonia inauguracja miała miejsce na 19 października 1880 roku, i wzięli w niej udział liczni członkowie społeczności akademickiej Zagrzebia, ban Ladislav Pejačević i prezydent Jugosłowiańskiej Akademii Nauki i Sztuki, Franjo Rački. Gdy jego mandat wygasł, pełnił funkcję prorektora w roku akademickim 1881/1882. W 1881 roku założył Fundację Anke Bresztyenszky z domu Štefanić, nazwaną na cześć jego matki. Fundacja nagradzała najlepsze rozprawy napisane przez studentów.

### Kariera polityczna
Kariera polityczna Bresztyenszky’ego rozpoczęła się od pozycji radnego miejskiego w Zagrzebiu. Za panowania swojego kolegi ze studenckiej ławy, bana Karola Khuen-Hedervaryja, przyłączył się do unionistycznej Partii Ludowej i głośno krytykował panujący reżim. Prywatnie był serdecznym przyjacielem bana, ale jego zaciętym przeciwnikiem politycznym. Z arcybiskupem Josefem Stadlerem, Bresztyenszky stworzył czasopismo Bałkany, w którym bronił idei zjednoczenia kościołów katolickich i prawosławnych. Bresztyenszky dążył do wielkiej koalicji chorwackich partii opozycyjnych. W 1902 r. nastąpiło zjednoczenie Partii Prawa i Niezależnej Partii Narodowej, pod nazwą Chorwacka Opozycja. Gdy dołączyły do nich ugrupowania prawicowe, koalicja zmieniła nazwę na Chorwacką Partię Prawa, a Bresztyenszky został wybrany na jej prezesa i został członkiem parlamentu.
Zmarł na swojej posiadłości w Pleso, 9 maja w 1904 roku w wieku 61 lat. Został pochowany na Cmentarzu Mirogoj w Zagrzebiu.

## Wybrane publikacje
- Balkan: jedinstvu i bratskoj slogi, czasopismo (1896–1902)